# Metro van Guiyang
De metro van Guiyang is een vorm van openbaar vervoer in de Chinese miljoenenstad Guiyang. Het wordt geëxploiteerd en gecommercialiseerd als Guiyang Urban Rail Transit (GYURT). Vier lijnen met 93 stations (waaronder 6 stations die overstapmogelijkheden bieden op andere metrolijnen) op een traject van 149 km werden sinds eind 2017 in gebruik genomen. Fuzhou werd toen de eerste stad in de provincie Fujian en de 25e stad op het Chinese vasteland die een metro opent. Vier bijkomende lijnen zijn in aanbouw, negen lijnen zijn gepland op de lange termijn. Fuzhou Metro wordt gebouwd, geëxploiteerd en beheerd door de Fuzhou Metro Group, een staatsbedrijf dat volledig eigendom is van de gemeentelijke overheid van Fuzhou.
Een kort noordelijk deel van lijn 1 werd geopend op 28 december 2017, met de volledige lijn die op 1 december 2018 in gebruik werd genomen. Lijn 2 is geopend op 28 april 2021. Lijn 3 is geopend op 16 december 2023. Lijn S1 is geopend op 28 december 2024. Lijn T2, een tramlijn, is ook in aanbouw. 
Lijn 1 werd in 2006 goedgekeurd door de nationale planningsinstanties en op 6 mei 2013 goedgekeurd voor de bouw. De lijn loopt van noordwest naar zuid door de districten Guanshanhu, Yunyan, Nanming en Huaxi. De lijn kruist tweemaal de Nanming-rivier en verbindt de binnenstad met een aantal afgelegen districten. Lijn 2 is 40,6 km lang met 32 stations, waaronder 30 ondergrondse stations en 2 verhoogde stations. Lijn 2 loopt van noord naar zuidoost en bedient in het zuidoosten ook de Internationale luchthaven Guiyang Longdongbao. De eerste fase van lijn 3 is 43,03 km lang en heeft 29 stations. Lijn 3 loopt van noordoost naar zuid. De eerste fase van lijn S1 is in 2024 geopend. Het is 30,32 km lang, met een ondergronds deeltraject van 22,64 km en een verhoogd gedeelte van 7,68 km.
Lijn S1 is de eerste lijn die het nieuwe district Gui'an ontsluit, een stadsontwikkelingsproject en economische groeipool dat wordt gerealiseerd tussen Guiyang en Anshun. Ook de toekomstig geplande lijnen 4, S2, S3, S4 en lijn G1 zullen wanneer ze gerealiseerd zouden worden Gui'an New Area doorkruisen. 

## Lijnen
| Lijn | Eindbestemmingen                   | Geopend          | Lengte   | Stations |
| ---- | ---------------------------------- | ---------------- | -------- | -------- |
| 1    | Douguan - Xiaomeng Industrial Park | 2017, 2018, 2019 | 35,11 km | 25       |
| 2    | North Baiyun Road - Zhongxing Road | 2021             | 40,6 km  | 32       |
| 3    | Luowan - Tongmuling                | 2023             | 43,03 km | 29       |
| S1   | Wangchengpo - Zaojiaoba            | 2024             | 30,3 km  | 13       |

## Tarieven
De tarieven worden bepaald op basis van de afgelegde afstand, met een maximumtarief van 6 RMB. Kinderen onder de 1,3 meter lengte rijden gratis, terwijl andere kinderen de helft van de prijs betalen. Personen ouder dan 70 jaar reizen gratis met het openbaar vervoer in Guiyang.

## Ligging in stad

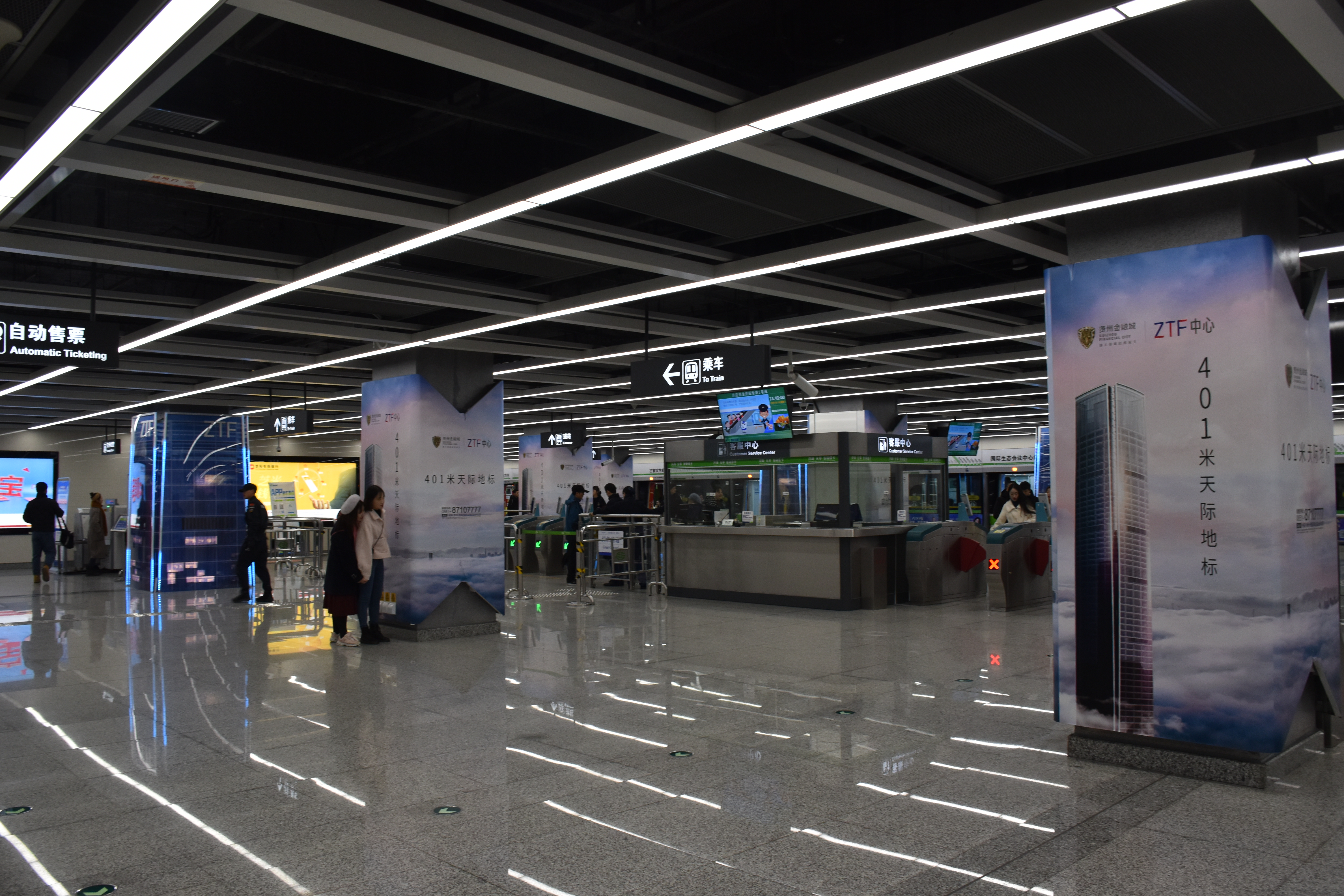

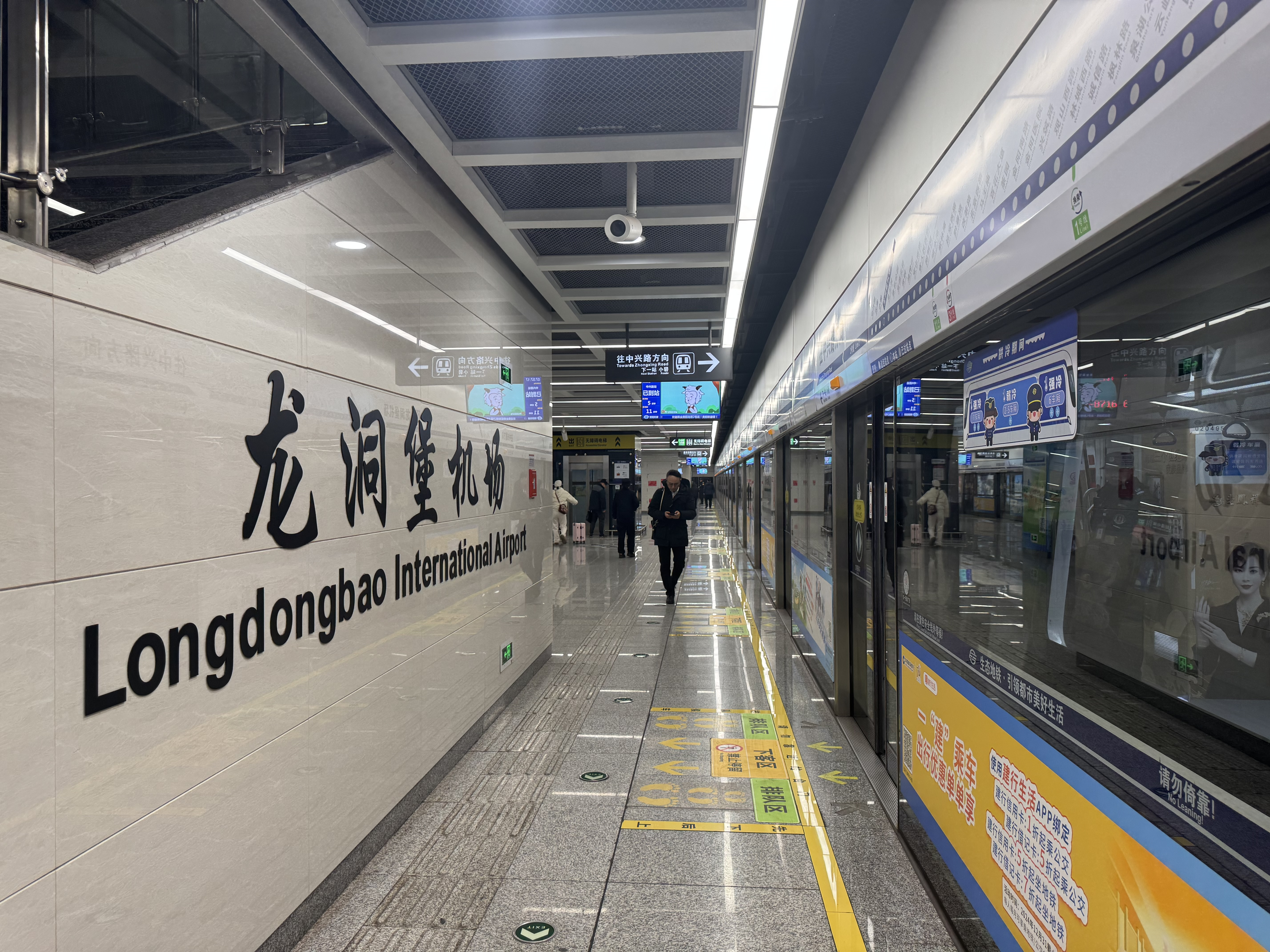
Perron van het metrostation van de Internationale luchthaven Guiyang Longdongbao op lijn 2